# Vincent Graule
Pour les articles homonymes, voir Graule.
Vincent Graule, né le 22 janvier 1904 à Perpignan, mort à Auch le 2 février 1990, est un ancien joueur français de rugby à XV du Arlequins Club Perpignanais, du Lyon OU et du FC Auch Gers évoluant au poste de demi d'ouverture et de centre. 

## Biographie
Vincent Graule occupe le poste de demi d'ouverture au Arlequins Clubs Perpignanais (club qui fusionnera avec l'US Perpignan en 1933 pour devenir l'USAP) puis de trois-quarts centre au Lyon OU dont il fut longtemps le capitaine durant l'âge d'or de ce club (notamment lors des trois finales successives en championnat et d'un doublé Championnat/Challenge Yves du Manoir - seul joueur français à réussir un tel pari avant-guerre). Il occupe les mêmes postes en équipe de France et finit sa carrière au FC Auch Gers avec lequel il fut champion de France en tant qu'entraîneur en 1947. Il connaît sa première sélection le 23 janvier 1926 contre l'Irlande.

## Palmarès

### Joueur
- Championnat de France de première division :
  - Champion de France en 1932 et 1933
  - Vice-champion de France en 1931
- Challenge Yves du Manoir :
  - Champion en 1933
  - Second en 1932 (époque des poules)

### Entraîneur
- Championnat de France de deuxième division :
  - Champion 1947 (avec Auch)
  - Champion 1951 (avec Grenoble)

## Statistiques en équipe de France
- 6 sélections
- Sélections par année : 3 en 1926, 2 en 1927, 1 en 1931